# 사우스 파크
《사우스 파크》(영어: South Park)는 미국의 애니메이션 시트콤으로, 맷 스톤과 트레이 파커가 제작하여 코미디 센트럴에서 방영되고 있다. 비속어와 넓은 범위의 화제를 풍자하는 어둡고 특이한 블랙 유머로 유명해졌다. 주요 이야기는 네 명의 소년, 스탠 마시, 카일 브로플로프스키, 에릭 카트먼, 케니 맥코믹을 중심으로 다뤄지며, 사우스파크 마을에서 벌어지는 특이한 모험을 그리고 있다.
사우스 파크는 파커와 스톤이 대학에서 1992년과 1995년에 제작한 짧은 애니메이션을 발전시킨 것이며, 1995년에 만든 애니메이션은 인터넷에서 폭발적인 반응을 얻어 사우스 파크 쇼의 시작을 이끌었다. 1997년 8월 데뷔하여 굉장한 성공을 거뒀으며, 케이블 프로그램 중에서 가장 높은 평점을 받았다. 그 이후로 평점은 변했지만 여전히 코미디 센트럴에서 방영되는 프로그램 중 가장 높은 평점을 받고 있다. 현재까지도 꾸준히 방영되고 있다.

컷아웃 애니메이션 기법으로 제작된 처음 에피소드를 제외하면, 모든 에피소드는 컴퓨터 소프트웨어로 제작된 것으로 컷아웃 기술을 모방하고 있다. 각각 에피소드는 주로 그 이전 에피소드가 방영되고 있는 주에 제작된다. 파커와 스톤은 등장인물 대부분의 성우를 맡고 있으며, 파커는 시나리오 작가이자 감독이다.
사우스 파크는 4개의 에미상, 피바디상을 수여받은 것을 포함해 수많은 찬사를 받았으며, 2004년 다큐멘터리 "가장 위대한 만화 100선"에서 3위에 선정되었다. 거의 모든 에피소드가 TV-MA 등급을 받았으나 코미디 센트럴에서 8시에 방영되는 재방송에서는 TV-14등급을 받았다.

## 기원
사우스 파크는 1992년 콜로라도 대학교 영화과 학생이던 트레이 파커와 맷 스톤이 만든 〈예수 대 눈사람 Jesus VS Frosty〉이라는 단편으로 시작되었다. 이 조잡한 단편에 사우스 파크 소년들의 원형이 나온다. 카트먼과 비슷한 인물은 케니라고 불리며, 카일과 닮은, 이름 없는 소년은 마법의 모자로 살인마 눈사람을 부활시킨다.
폭스 방송의 임원들이 이 영화를 봤고, 1995년에 임원 브라이언 그레이든이 친지들에게 비디오로 된 크리스마스 카드를 주려고 파커와 스톤에게 두 번째 단편을 의뢰했다.
〈크리스마스의 정신〉으로 이름 붙인 단편은 이후의 사우스 파크 시리즈와 매우 닮았다. 크리스마스의 진정한 의미를 둘러싼 예수와 산타클로스의 결투와 화해를 그리고 있다. 이 단편은 엄청나게 인기를 끌었고, 복제되어 인터넷에 널리 퍼졌다. 처음에는 폭스 사에서 시리즈를 만들자고 했으나 결국 코미디 센트럴에서 1997년 8월 13일 첫 방송을 하게 된다.

## 역사
도발적이고 성인 취향의 이 쇼는, 프로그램이 공격적이라고 생각하는 여러 분야의 대변자들에게 항의를 받았다. 사우스 파크 상품(특히 티셔츠)은 많은 공립학교, 탁아소와 공공장소에서 금지되었다. 이것은 《심슨 가족》이 청소년 범죄를 조장한다고 비난 받은 뒤, 바트 심슨 티셔츠가 금지된 것과 같은 모습이었다. 코미디 센트럴은 사우스 파크가 어린이용이 아니라 '성인용'이며 사우스 파크 자체도 어린이들이 보기 힘든 밤에만 방송된다는 점을 지적했다. 실제로 사우스 파크는 처음에는 시리즈의 예고편이 오후 7시 이전에 방송되지 않았다.
1998년 2월, “Cartman's Mom is a Dirty Slut” 에피소드에서 에릭 카트먼의 아버지가 누군지에 대한 질문을 남겼다. 이 에피소드는 3주 후에 방송되는 다음 에피소드에서 진실이 밝혀질 것이라고 끝마쳤다. 예상된 에피소드 대신에 테렌스와 필립(소년들이 우상시하는 두 가상의 캐나다 코미디언들)에 대한 “Terrance and Phillip in Not Without My Anus” 에피소드의 방송은 분노를 일으켰다. 코미디 센트럴은 진짜 시즌 초연(“Cartman's Mom is Still a Dirty Slut”)을 예상보다 앞당겨 방송할 수밖에 없었다.
그것은 잘 이식된 만우절 개그이자 한 시즌을 감질나게 마무리하려고 한 것이었다. 이런 장난은 “Cartoon Wars Part II”에서 반복되었다. 이 에피소드에선 코미디 센트럴이 이 에피소드를 방송하기를 거부했다고 시청자를 속여서, 테렌스와 필립이 나오는 무함마드에 대한 단편의 예고편으로 연결되었다. 이런 장난은 “Professor Chaos”의 마지막에서 다른 방식으로 나타난다. 이 에피소드에서는 세 가지 의문이 나오는데, 다음 에피소드에서 답변이 나올 것처럼 보인다. 하지만 크레디트가 올라가자마자 답이 나온다.
“It Hits the Fan” 에피소드에서, 사우스 파크는 162회의 ‘shit’을 삭제하지 않음으로써, 기록을 갱신했다. 이 22분짜리 에피소드는 평균 8초마다 한 번씩 ‘shit’이 나왔고, 이 횟수가 화면에 표시되었다. 미스터 게리슨이 부른 노래는 ‘shit’이 얼마나 다양하게 쓰일 수 있는지 보여주는 좋은 예였다. 이 노래엔(《치티 치티 뱅 뱅》(Chitty Chitty Bang Bang)의 주제가음에 맞춰서) “Hey, there, shitty shitty fag fag, shitty shitty fag fag, how do you do?”라는 가사가 4절까지 반복된다. 이것은 이 에피소드 직전에 방송된 Chicago Hope의 에피소드에 대한 풍자의 의미였다. 이 에피소드에선 주연 중 한 명이 ‘shit happens’라는 말이 검열당하지 않았으며, 몇 주 동안 사람들이 떠들어 댔다. 이 에피소드에서 또 하나의 개그는 동성애적이거나 양성애적인 등장인물은 ‘남성동성애자(fag)’라는 말을 자유스럽게 했으나, 이성애적인 등장인물은 같은 단어를 말하려고 할 때 비프음을 내는 것이었다(이 에피소드에선 스탠의 삼촌 짐보가 ‘fag’라는 단어를 삑 소리 대신 제대로 말함으로써 그가 실제로 게이라는 것을 추측케 했다. 그러나, 그 이후에 그가 동성애자로 묘사된 적은 한번도 없다).
2005년 9월 9일, 코미디 센트럴은 파커, 스톤과 세 시즌을 추가 계약했다. 회사는 다음 해 3년 동안 세 시즌을 계약했으며, 파커와 스톤은 모든 에피소드의 극본, 감독, 편집을 계속할 것이다. 에피소드들의 덜 “문제를 일으키는” 판의 사우스 파크는 TV-14 등급으로 미국 내 여러 지역 채널에서 2005년 9월 9일부터 방송하였다.
2007년 8월 26일, 코미디 센트럴은 추가로 세 시즌을 계약했다. 이로써 사우스 파크는 시즌 15까지 방영되는 것이 확정되었다. 이와 더불어, 코미디 센트럴과 파커, 스톤은 조인트 벤처를 통해 인터넷, 모바일, 비디오 게임 등등으로 사우스 파크와 관련된 모든 상품을 퍼트릴 수 있게 하는 중추를 조성하는 데 합의했다. 이를 통해 벌어들인 수익은 코미디 센트럴과 파커, 스톤이 50:50으로 분배하게 된다. 또한, 캘리포니아에 위치한 사우스 파크 스튜디오에서는 주인공들이 언젠가 성인이 되었을 때의 코미디 개념을 사우스 파크에 반영할 인큐베이터의 역할을 하게 된다.
2008년부터 사우스 파크는 전 에피소드를 공식 홈페이지에서 공개하고 있었는데 훌루와 계약한 이후부터는 시즌 18 첫 에피소드와 기존 에피소드 30개를 랜덤으로 시청 가능하나 나머지는 미국 외 해외에선 유료로 시청하도록 변경했다. 2020년 상반기부터 다시 모든 에피소드를 무료로 전환했다.

## 진화
사우스 파크는 초기부터 충격적인 소재를 다룬다. 특히 시즌 5부터 풍자를 많이 사용했다. 마이클 잭슨이 사우스 파크를 방문한 에피소드(“The Jeffersons”), 주인공들이 《패션 오브 크라이스트》(The Passion of the Christ)를 보는 에피소드(“The Passion of the Jew”), 사우스 파크의 육체노동자들이 미래에서 온 이민자들에게 직업을 잃는 에피소드(“Goobacks”), 패리스 힐턴이 비디오카메라를 가지고 장난치는 에피소드(“Stupid Spoiled Whore Video Playset”) 등이다.
사우스 파크에 등장하는 인물과 배경은 매우 조잡하다. 파커와 스톤의 첫 작품인 《크리스마스 정신》과, 마수걸이 에피소드“Cartman Gets an Anal Probe”는 색도화지를 사용한 컷아웃 기술로 만들어졌다. 그러나 최근 에피소드는 최신 컴퓨터 애니메이션 도구를 사용해서 (유치해 보이는) 첫 에피소드와 비슷하게 만든다. 코렐드로로 인물을 만들고 애니메이션화를 위한 도구로는 처음에는 파워애니메이터를 사용했으나 나중에는 마야를 사용 하였다. 파커와 스톤은 VH1 특집, Inside South Park에서 이 작업을 '불도저로 모래성 쌓기'라고 표현했다.
이러한 기법은 제작자들이 시사에 빠르게 반응할 수 있도록 제작 기간을 짧게 한다. 《심슨 가족》은 제작기간이 6~8개월 가량이지만, 사우스 파크는 빠르면 5일 안에 완성된다. 예를 들어, 2003년 12월 17일에 방송된 에피소드(“It's Christmas in Canada”)는 사담 후세인체포를 묘사한다. 이는 실제 미군이 후세인을 체포한 지 사흘 만에 방영한 에피소드였으며 그가 발견된 땅굴도 묘사했다. 이 에피소드 외에 엘리안 곤살레스(Elián González)가 등장한 에피소드(“Quintuplets 2000”)에서 제작자들은 에피소드를 현 상황에 알맞게 하기 위해 제작을 중단하고 내용을 바꾸기도 했다. 다른 사례로 “Trapper Keeper”가 있는데, 2000년 미국 대통령 선거 후 겨우 8일 만에 방송된 에피소드이다. 이 에피소드에서 “플로라”라는 소녀가 결정을 못 내려 유치원 반장선거가 연기되었는데, 이것은 플로리다주의 선거 결과를 확정하지 못한 상황을 풍자한 것이다.
코미디 효과에서 애니메이션의 발전이 많이 드러난다. 카드보드로 만들었던 불은 미리 제작된 폭발 효과로 바뀌었고, “활기”차거나 영화와 같은 움직임과 에릭 카트먼의 화려한 자세를 위해 “light shading”과 같은 특수 효과가 사용되었다. 예를 들면, “Tweek vs. Craig”과 “Mr. Garrison's Fancy New Vagina” 에피소드에서처럼 일부 에피소드는 라이브 액션(Liveaction)을 이용한 장면을 사용하였다.
사우스 파크에서 사용된 애니메이션 스타일은 《몬티 파이튼의 비행 서커스》(Monty Python's Flying Circus)에서 테리 길리엄이 사용한 종이 자르기 만화(paper cut-out cartoons)에서 영향을 받았다. 트레이 파커와 맷 스톤은 몬티 파이튼의 광팬이다.
4번째 시즌 DVD의 음성 해설에서 파커와 스톤은 “Chef Goes Nanners” 에피소드를 시작하며, 잡다한 부차적인 줄거리보다는 하나의 사건에 집중하도록 에피소드들을 만든다고 말한다.
2002년에는 에피소드 “Free Hat”이 방송되었다. 이 에피소드에선 《E.T》의 수정이 《레이더스》(Raiders of the Lost Ark)의 수정처럼 될 것이라는 테드 코펠의 《나이트라인》에 대한 카일의 논평이 나왔다. 사우스 파크에 묘사된 조지 루커스와 스티븐 스필버그는 《레이더스》를 수정하기로 결정한다. 이 에피소드가 방송된 지 얼마 후, 실제 루카스와 스필버그는 유언비어와는 달리 DVD 출시를 위해 《레이더스》를 수정하지 않을 것이라고 성명을 냈다. 나중에 VH1 특집, Inside South Park에 나온 스톤과 파커는 그 에피소드가 없었다면 수정되었을 것이라고 주장했다.
2020년 코로나19가 창궐한 시기에 시즌 24 첫 화이자 스페셜 격인 “The Pandemic Special”이 방송되었다.

## 검열
코미디 센트럴의 다른 쇼들처럼, 사우스 파크는 특정한 단어(욕설)를 비프음으로 처리함으로써 의외로 적은 검열을 당했다. 그러나 사우스 파크도 무제한으로 허락을 받진 못했었는데 한 가지 예시로, “Jared Has Aides” 에피소드는 제레드를 욕보이고 에이즈를 경시했기 때문에, 코미디 센트럴에서 재방송되지 못했었다(지역 방송에서는 재방송되었다). 일부 사람들은 서브웨이의 보도 자료 때문에 금지된 것이라고 주장한다. (최근에 재방송 되었다)
“asshole”, “bastard”와 “bitch” 등과 같은 단어는 항상 제대로 나온다. 하지만“shit”은 대부분의 에피소드에서 검열되었다. “fuck”은 모든 에피소드에서 검열되었으나 극장판 사우스 파크에서는 그렇지 않았다(케니는 “fuck”을 말한다고 알고 있지만, 우물거리면서 말해서 제대로 들리지 않는다). 코미디 센트럴에서 자정 이후에 몇 차례 방송한 Secret Stash에선 검열되지 않았다.“With Apologies to Jesse Jackson” 에피소드에서는, “nigger”라는 단어가 총 43회 등장하는데, 단 한 차례도 검열되지 않았다. “Le Petit Tourette” 에피소드에서, 카트먼은 틱장애(투렛증후군)에 걸린 척하면서 온갖 욕들을 쏟아내는데, 이 아무런 필터링 없이 그대로 방송되었다.
일부 지방 방송은 원본에서 검열되지 않은 단어들을 비프음으로 처리하기도 한다. 2005년 사우스 파크는 U.S. broadcast stations과 신디케이트 배급사들에서 방송되기 시작했는데, 전 디즈니 임원이자 트리뷴 엔터테인먼트(Tribune Entertainment)와 관계있는 모트 마커스(Mort Marcus)가 쇼가 방송에 적합한지 판별하는 방송사 대표들의 위원단을 조직했다. 쇼의 제작자들이 내용 수정을 거부했기 때문에, 일부 에피소드는 방송되지 못했다. 신디케이트 방송국에서 재방송된 많은 에피소드는 인종에 대한 유머와 소수자에 대한 비꼼을 빼거나 생략했다. 특히 “Here Comes the Neighborhood” 에피소드에서 미스터 개리슨의 “nigger”라는 말을 잘라냈다(반대로 릴 킴(Lil' Kim)이 에피소드 내내 “nigger”라고 말하고 있는 “You Got F'd in the A”에선 잘라내지 않았다).

### 대한민국에서의 검열
사우스 파크는 대한민국에서 2000년 3월 5일부터 매주 일요일 오후 9시에 캐치원(현 캐치온)에서 원판에 한국어 자막을 씌운 상태로 방영되었다. 같은 해 4월 대한민국 방송위원회로부터 징계를 받고 방영이 중단된다. 이후, 투니버스에서 동일한 포맷으로 방영되었으나, 2001년 4월 24일에 방영된 “날 좀 죽여줘요” 에피소드로 말미암아 2001년 5월 14일, 방송위원회로부터 한국 정서에 맞지 않는다는 취지의 부적절한 중징계를 받아 12화까지만 방영하고 중단되었다. 하지만 심의의 일자와 당시의 방영일자를 맞물리면, 1시즌의 마지막 에피소드까지 방영이 완료되었다는 것을 알 수 있다. 현재는 여러 웹진에 기존 한국 방영시의 자료가 잔존해 있는 상태이며, 캐치온 방영당시부터 여러 팬사이트가 만들어졌었다. 2000년 캐치온 방영 당시엔 방영의 중지후, 2002년 HBO Korea 로 채널명을 변경한 후 2시즌을 방영하였으나 그 이상의 시즌을 방영하지 못하였다. 하지만 종종, 영화 채널 등에서 극장판이 별개로 방영되기도 한다.

### 일본에서의 검열
일본에서는 일부 에피소드가 결방 처리된 적이 있으며, 그 중 친포코몬 에피소드가 방영되지 않았다. 아이들을 세뇌시켜 카미카제 공격을 지시한다는 내용과 히로히토 천황이 나오는 등 일본 입장에선 좋지 않은 내용이 포함이 되어 있었기 때문이다.

## 논쟁
이 쇼는 사이언톨로지나 가톨릭과 지구 온난화 등의 주제를 풍자할 때 상스러운 표현을 씀으로써, 시작부터 수많은 논쟁에 휩싸였다.

### 유대교
사우스 파크의 제작자인 맷 스톤이 유대인임에도 불구하고, 자주 (주로 에릭 카트먼이) 유대교를 조롱한다. 특히, 카일과 카트먼이 주인공인 에피소드에서 더욱 두드러진다.

### 사이언톨로지
2005년 11월, 사우스 파크는 “Trapped in the Closet” 에피소드에서 종교단체 사이언톨로지와 톰 크루즈, 존 트라볼타와 R&B 스타 알 켈리 등 연예인 추종자들을 풍자했다. 이 에피소드에서 사이언톨로지 지도자는 스탠이 초대 교주의 환생이라고 주장한다. 그동안 크루즈는 스탠의 옷장에서 나오려 하지 않는다. “옷장에서 나오기”(Come out of the Closet)는 동성애자들이 스스로의 정체성을 나타내는 의미로 널리 쓰인다. 톰 크루즈와 알 켈리, 존 트라볼타는 게이라는 유언비어가 있다.
로스앤젤레스 타임스가 “옷장 사건”라고 이름을 지은, 이 논쟁 때문에 코미디 센트럴은 2006년 5월 15일 예정된 재방송을 마지막 1분을 남겨놓고 취소했다. 이 에피소드를 방송한다면, 톰 크루즈가 《미션 임파서블 3》의 홍보를 하지 않겠다고 파라마운트 픽쳐스를 협박했다는 소문이 있다(비아컴이 파라마운트사와 코미디 센트럴을 가지고 있다). 파라마운트와 크루즈의 대변인은 이런 주장을 부인했지만 인디펜던트지는 “아무도 그 말을 믿지 않는다.”라고 보도했다. 전형적인 풍자 형식을 통해, 종교단체 사이언톨로지에 조롱하는 투로 다음과 같은 말을 했다. 
| “ | 오 사이언톨로지여, 당신들이 이 전쟁을 이길 수도 있다. 하지만 지구상의 백만년 전쟁은 이제 시작이다! 잠시 우리의 에피소드들을 무력화하는 것만으로 테탄(Thetan)이 당신네 불쌍한 인간 몸뚱이 안에 영원히 갇혀 있는 것을 막지 못할 것이다. 당신들이 우리를 잠시 저지할 수는 있겠지만, 인류를 구하려는 너희의 우스운 시도는 실패하리라! 제누 만세! | ” |
|   | — 트레이 파커와 맷 스톤 |   |

로스앤젤레스 타임스는 사우스 파크가 종교단체 사이언톨로지에 대해 계속하여 풍자한다는 것을 고려한다면 제작진들이 무한한 소재 거리를 찾을 수 있기 때문에 “스톤과 파커에게는 옷장사건은 영감을 주는 선물이 될 것이다.”라고 보도했다. 이 에피소드는 에미상 후보에 올랐다. 그리고 이 에피소드는 2006년 5월 12일 캐나다의 코미디 네트워크와 8월 29일 오스트레일리아의 SBS에서 방송되었다. 2006년 7월 19일 코미디 센트럴은 미국 태평양 표준시 오후 10시와 2006년 7월 23일 미국 태평양 표준시 오후 11시에 이 에피소드를 재방송했다. “Trapped In The Closet” 에피소드는 “사우스 파크 특집: 1편”이라 불리는 사우스 파크의 10주년 기념 DVD에도 들어갔다. 이 에피소드는 2006년 8월 18일과 9월 24일에도 코미디 센트럴에서 방송되었다.
잠재적인 소송을 막기 위한 패러디로 이 에피소드의 제작진 소개에는 아무개 씨(John Smith, Jane Smith)라고만 나오며 어떠한 실명도 나오지 않는다.

#### 반응
아이작 헤이즈가 쇼를 그만두자, 파커와 스톤은 헤이즈가 성우로 연기한 등장인물 “셰프”를 죽이면서, 사우스 파크의 10주년 시사회에서 종교단체 사이언톨로지를 모욕했다. “The Return of Chef”라고 이름 붙인 이 에피소드에서 쉐프는 석 달 동안 “Super Adventure Club”(SAC)에 있다가 돌아온다. 이 클럽은 모험과 소아 성애를 찾아 세계를 뒤지는 콜로넬 머스터드(Colonel Mustard) 류의 모험가로 가득한 조직이다. 이 “소아 성애 클럽”은 종교단체 사이언톨로지의 패러디이다. 좀비 상태로 돌아온 쉐프의 말은 (일부러 우습게 들리도록) 지난 에피소드의 대사를 잘라 붙인 것이다. 이 에피소드 내내, 쉐프는 아동 성학대에 대해 이야기하려고 한다.
쉐프가 이상하다는 것을 알게 된 소년들은 이유를 알아보려고 슈퍼 어드벤처 클럽(Super Adventure Club, SAC)에 찾아간다. 소년들은 이 클럽의 진정한 의미를 알아내고, 쉐프를 노예 상태에서 풀어주려고 로스앤젤레스에서 유명한 스트립 클럽을 찾아간다. 그러나 슈퍼 어드벤처 클럽이 쉐프를 납치해서 그들의 본거지로 데려간다. 소년들은 그를 다시 구하려고 하지만, 쉐프는 슈퍼 어드벤처 클럽으로 돌아가기로 결정한다. 그 다음 쉐프는 번개에 맞아 죽으며, 절벽에서 떨어지고, 뾰족한 나무 그루터기에 던져지고, 여러 번 총에 맞아서 산악 사자와 그리즐리 곰에게 먹히면서, 마침내 진짜로 죽었다는 것을 보여주기 위해 내장이 사라진다. 카일은 쉐프의 장례식에 작별의 말을 하며, 마을 사람들에게 쉐프의 변절을 용서하며 그와의 좋았던 시절만을 기억하자고 주장한다.
| “ | 우리는 쉐프가 떠난 것에 화내서는 안 됩니다. 우리는 그의 두뇌를 혼란하게 만든 소아 성애 클럽에 대해 분노해야 합니다. | ” |

이 연설이 끝나자마자, 쉐프는 《스타워즈 에피소드 III 시스의 복수》를 강하게 상기시키는 “다스 베이더” 형태로 되살아난다. 마지막에 그가 쥐고 있는 “광선 검”은 빛나는 붉은 주걱이다. 마지막 in-joke로 영국 성우인 피터 세라피너위치가 “다스 쉐프”의 목소리를 내게 했다. 세라피너위치는 《스타워즈 에피소드 I 보이지 않는 위험》에서 레이 파크의 다스 몰의 목소리를 낸 사람이다.

### 가톨릭
2005년 12월 극단주의적 가톨릭 단체 “종교와 인권을 위한 가톨릭 연맹”(Catholic League for Religious and Civil Rights)은 아홉 번째 시즌의 마지막 에피소드인 “Bloody Mary”에 대해 항의했다. 성처녀 마리아의 상이 질에서 피를 흘리는 것으로 묘사하였기 때문이었다. 코미디 센트럴이 우연히 크리스마스 명절 기간에 편성 문제로 재방송 계획을 취소하자 이 극단주의적 가톨릭 단체는 자신들의 승리라고 오인하고 거짓으로 선언했다. 하지만 코미디 센트럴은 2006년 초에, 앞으로 재방송과 DVD 발매에서 이 단체의 요구에 따를 것이라는 소문을 부인했다. 뉴질랜드에선 C4 극단주의적 가톨릭 주교단이 방송사와 광고주에 대해 불매 운동을 벌였지만 이 에피소드가 방송되었다. 이러한 불매 운동으로 인해 이 에피소드는 오히려 이전보다 6배의 시청자가 보았다. 보수적 성향의 가톨릭 단체가 좌지우지하는 방송 규범국(Broadcasting Standards Authority)이 나중에 이 에피소드에 대해 언급했다. “이 만화에 묘사된 소재들은 우스꽝스럽고, 부조리하며 비현실적인 특성을 가지고 있지만 이 특성은 에피소드 상황에서 일반적인 행동과 크게 어긋나지 않는다.” “Trapped in the Closet” 에피소드와의 최근 문제 때문인지, 오스트레일리아의 SBS 방송국은 이 에피소드의 방송을 미루고 있다. 오스트레일리아에서 이 에피소드는 유료 텔레비전 채널인 코미디 센트럴에서 방송되었다.
2006년 2월 필리핀에서는, 로마 가톨릭 국가의 감수성을 모욕했기 때문에, 사우스 파크의 텔레비전 방송을 금지할 것이라고 보수적이고 반미적인 당국자들이 위협했다. 필리핀에서는 사우스 파크가 정치적인 문제를 일으키고 있지만, 여전히 1시간에 두 에피소드를 묶어서 방송되고 있다. 필리핀에서 사우스 파크의 미래는 불투명하다.
2006년 8월 2일, 코미디 센트럴은 이 에피소드를 미국 동부시간 오후 10시에 재방송했다. 2007년 3월 28일 미국 동부시간 오후 9시 30분에도 재방송하였다.
예수는 사우스 파크에 다양한 역할로 등장한다. 사우스 파크의 TV 토크쇼를 진행하기도 하고, 사탄과 권투 경기를 하기도 하며(“Damien”), 산타를 구하기 위해 이라크로 갔다 죽기도 한다(“Red Sleigh Down”). “Fantastic Easter Special” 에피소드의 경우, 교황이라 자처하던 윌리엄 도나휴(William A. Donohue)를 무기를 사용하여 죽이기도 하였다.

### 이슬람
가장 최근, 사우스 파크가 간접적으로 늘어나는 검열을 비판한 것은 2006년 4월 5일 에피소드 “Cartoon Wars Part I”이다. 이 2부작 에피소드는 덴마크의 시사만화에서 무함마드를 풍자적인 방법으로 묘사한 후 일어난 윌란스 포스텐 무함마드 만평 논란이 있은 지 몇 개월 후에 방송된 에피소드이다. 이 에피소드는 코미디 센트럴이 겁쟁이가 아니라면 2부작의 두 번째가 방송될 것이라는 말로 끝난다.
2006년 4월 12일에 방송된 2부작의 두 번째 에피소드 “Cartoon Wars Part II”는 《패밀리 가이》(Family Guy)에 나온 무함마드의 장면을 메시지로 바꿨다. 메시지는 코미디 센트럴이 무함마드에 대한 묘사를 보여주기를 거부한다는 것이었다. 이 에피소드에서, 사우스 파크 소년들은 검열에 반대하는 격렬한 탄원을 더그(Doug)라는 이름의 방송사 임원에게 보낸다. 이 이름은 코미디 센트럴 회장 더그 헤르조그(Doug Herzog)의 이름을 딴 것이다. 더그는 실제로 에피소드 “Smug Alert!”의 시즌 10의 시작 크레디트에서도 볼 수 있다. 또 2001년 7월 4일에 방송된 “Super Best Friends” 에피소드에도 출연했는데, 무함마드 묘사에 대한 논란이 일어나기 전이다.
AP 텔레비전 작가 데이비드 바우어(David Bauder)가 밝힌 바에 따르면, 코미디 센트럴은 “Cartoon Wars Part II” 에피소드를 방송 시 나타날 수 있는 안전 문제를 거론하며, 무함마드의 풍자를 검열했다고 하였다. 그러나 코미디 센트럴의 이런 주장과는 달리 안전 문제를 일으킬 수 있는 예수나 미국 대통령, 미국 국기에 대한 이미지 풍자는 검열하지 않았다. 스톤과 파커의 선택은 사우스 파크 단골 비평가인 반(反)명예 훼손 단체인 가톨릭 연맹의 윌리엄 도나휴(William A. Donohue)의 공격을 받았다. 도나휴는 파커와 스톤이 원칙에서 벗어났다고 말했다.
| “ | 궁극적인 위선자는 코미디 센트럴이 아니다─그들이 무함마드의 이미지를 보여주지 않기로 결정하든 말든. 진짜 위선자는 파커와 스톤이다. | ” |
|   | — 윌리엄 도나휴, |   |

한 가지의 종교를 조롱하는 것의 검열이 위선임을 보여주기 위해 파커와 스톤은 그리스도를 조롱했다. 그러나 종교단체인 사이언톨로지에 대해서도 그들이 같은 자세를 반영한다는 것을 주의해야 한다.
2010년에 방영한 200이란 에피소드에서 무함마드에 곰인형을 입혀서 웃음거리로 만들었다고 이슬람 급진주의 단체에서 사우스파크 제작사를 협박하는 일이 벌어지기도 했다.

## 주로 언급되는 주제

### 정치 쟁점
스톤과 파커는 과거보다 최근에 더 많이 시사와 최신 사건을 다루고 있다. 일부 팬들은 이를 비난했지만, 이 때문에 새로운 팬들이 늘게 되었다. 사우스 파크는 제작자들의 정치적인 신념을 반영한다. 두 제작자는 종종 자신들이 자유주의자라고 주장하였다. 정치적으로 활동적인 연예인들은 사우스 파크에서 그들의 자유방임적이거나 보수주의적인 전형적인 생각과 행동을 조롱 받았다. 에피소드 “Smug Alert”의 제목은 조지 클루니의 아카데미상 수락 연설에서의 “독선”(smug)을 따왔다. 빌 클린턴도 종종 조롱 받았으나 조지 W. 부시는 (한 에피소드에서 사탄의 도구로 나온 적이 있지만) 상대적으로 덜 조롱 받았다. 자유주의자들은 거만한 히피들이거나 여피족으로, 보수주의자들은 성질부리는 노동자로 묘사된다. 각각은 “늙어가는 히피족 자유주의자”(Aging Hippie Liberal Douche)와 “열 받은 백인 쓰레기 노동자 보수파”의 캐릭터로 표현된다. 양쪽 모두 상대에게 자신의 관점을 강요하며 보통 매우 나쁜 영향을 끼치는 것으로 비춰진다.
2000년 미국 대통령 선거 다음 주에 방송된 에피소드는 학급 선거를 사용해서 승자를 뽑지 못한 플로리다주와, 선거 결과에 대한 항의한 앨 고어를 우스갯거리로 만들었다. 이 에피소드에는 고어를 두둔하는 성난 로지 오도널(Rosie O'Donnell)이 등장한다. 이 에피소드는 사우스 파크에서 정치적인 연예인들을 어떻게 비판하는지 보여주는 또 하나의 예이다.
“사우스 파크 공화당원”은, 2001년 파커와 스톤이 자유주의 대변 단체인 “People For the American Way”(PFAW)에서 상을 받으며 만들어 낸 말이다. PFAW의 설립자이자 TV 제작자인 노먼 리어(Norman Lear)를 그들의 영웅이라고 말하였는데, 리어는 자주 사우스 파크에서 일했다. 또한, 최근 젊은이들에게 사우스 파크의 정치적 관점을 지지하는 “사우스 파크 보수주의자”라는 운동이 생겨났다. 이들은 지구 온난화가 동성애자 인권을 지지하는 측에서 만들어낸 신화라고 믿는다. 2006년 3월 13일 타임지에서 파커와 스톤의 대담을 실었다. 스톤은 쇼가 반자유주의적이라는 평가에 대해, 쇼의 일부 에피소드는 보수적인 성향을 가진 이들을 웃음거리로 만들었기 때문에 자유주의적이라고도 볼 수 있다고 하였다. 하지만 금연법과 히피들에 대해 조롱하는 유일한 쇼라는 점 때문에 반자유주의적이라는 평가를 받지 않았겠느냐고 답하였다. 파커가 “우리는 모든 사람들이 나쁘게 태어났고 사회에 의해 선해진다고 믿습니다. 반대가 아니라요.”라고 빈정댔고 스톤이 “실제로 그게 우리가 보수주의자라는 증거라고 생각해요.”라고 덧붙이며 대담을 끝냈다. 스톤은 또한 “난 보수주의자가 싫어요. 하지만 자유주의자는 진짜 지긋지긋하게 싫어요.”라고 말했다.

### 성 소수자 인권
파커와 스톤이 자유주의자로 생각되지만, 사우스 파크는 성 소수자 인권을 드러내놓고 지지하지 않는다.
“Follow That Egg!” 에피소드에선, 동성 결혼은 종교가 있는 사람들에게 “너무 공격적인” 것으로 간주되어서 뭔가 다른 이름으로 바꿔야 한다고 제안한다. 그러나 이 에피소드의 마지막에선, 동성애자들도 아이를 기를 수 있는 것으로 나오고, 사우스 파크에서 동성 결혼은 합법적이 된다. “Mr. Garrison's Fancy New Vagina” 에피소드는 자연스러운 육체를 바꾸는 트랜스젠더에 대한 비평이다. 그러나 마지막에선 다른 육체가 불편하게 느껴진다면, 바꾸는 것도 나쁘지 않다고 끝맺는다. 미스터 게리슨은 마지막에 여성으로 남기로 했고, 그 다음 에피소드부터 쭉 여성으로 나온다. “Cripple Fight” 에피소드에선, 제작자들이, 조직에서 동성애자들을 내보내려는 보이스카우트들을 흉내 내면서, 보이스카우트 단체는 동성애자들에게 스카우트마스터(Scoutmaster)가 되도록 강요해서는 안 된다는 입장을 보인다. 그들은 결혼한 이성애자이자 아동학대자의 예를 들면서 아동 학대가 성정체성의 문제가 아님을 보여준다. 더욱더, 이전의 에피소드인 “Big Gay Al's Big Gay Boat Ride”에서, 동성애 혐오를 냉소적으로 묘사했다. 여기서 스탠이 미스터 게리슨에게 동성애가 무엇이냐고 묻자,
| “ | 동성애자? 음, 동성애자들은 악마란다. 악마들은 우리처럼 피를 뿜는 심장이 아니라 두껍고 역겨운 기름을 뿜어내는 차갑고 어두운 심장을 가지고 있단다. 이 기름은 썩은 혈관과 핏덩이를 통해서 콩 크기의 뇌로 스며드는데, 이 뇌는 동성애자들의 나치 비슷한 폭력 행위의 원인이란다. 알겠니? | ” |
|   | — 미스터 게리슨 |   |

라고 대답한다. 나중의 에피소드에서, 미스터 게리슨은 동성애자로 커밍아웃한다. 이 에피소드에서 스탠은 동성애자가 되는 것도 나쁘지 않겠다고 말한다.

### 아동 학대와 방임
아동 성학대와 아동 방임은 사우스 파크에서 반복적으로 나오는 주제 요소이다. 버터스는 부모에게서 정서적으로나 언어적으로 또 육체적으로 학대받는다. 카트먼은, 무언지도 모르고 NAMBLA에 가입했을 때처럼, 성학대를 당하거나 당할 뻔했다. “Simpsons Already Did It” 에피소드에서 그가 성학대를 당했다는 다른 증거가 있다. 정자 은행에서 정자(“sea-men”처럼 들린다.)를 얻은 후, 그는 수조에 그의 “바다 인간”(sea people)을 채운다. 그 다음 자기 친구들에게 나머지 정자들을 얻은 방법을 말하는데, 복도에 있는 어떤 이가 카트먼에게 말하길 “눈을 감고 바지 밖으로 빨아내라.”라고 했다는 것이다. 이 장면은 일부 지역 방송에선 부분적으로 검열되었다. “Fun with Veal” 에피소드에서는 카트먼이 자다가 “싫어요, 제시 삼촌! 싫어요!”라고 울부짖는다. “Super Best Friends” 에피소드에서는 자다가 “싫어요, 폴라 파운드스톤(Paula Poundstone)! 날 내버려 둬요!”라고 울부짖는다.
이 주제의 치료는 현실적인 것부터 만화적인 것까지 다양하다. 예를 들면 등장인물 버터스 스토치은 부모에게서 받은 학대 결과로 인한 심리학적인 문제를 갖는데, 그는 요실금 환자이다( “AWESOM-O” 에피소드에서, 카트먼은 그의 항문에 좌약을 넣는다.). 버터스는 자존감이 적고, (슬픈 나머지) 손을 꽉 쥔다(하지만, 이상하게도, 버터스는 끊임없이 낙관적인 성격이고, 온 마을에서 몇 안 되는 진짜 멋진 사람 중 하나이다. 이것이 그를 항상 조롱과 학대의 대상이 되게 한다). 그러나 패리스 힐턴에게 버터스를 팔려고 할 때, 그에 대한 그의 부모의 정서적인 조종은 완전히 “몰상식”한 것으로 보인다. 버터스는 수사관들이 어린이들에게 쉐프가 강간했는지 물어보자 삼촌에게 구강성교를 당했다고 폭로한다. “Butters' Very Own Episode” 에피소드에선 그의 아빠의 동성애 목욕 취향을 알자마자 그의 엄마가 완전히 미쳐서 버터스를 죽이려고 한다(버터스의 부모는 오 제이 심프슨, 개리 컨딧(Gary Condit)과 존베넷 램지의 부모들의 방문을 받는다. 이들 모두는 “어떤 푸에르토리코인들”은 그들이 피소된 범죄를 반드시 저질렀을 것이라는 것에 동의한다). 부모들이 공개적으로 무엇이 일어났는지 시인할 때까지, 물론 버터스는 뭐가 일어나는지 아무것도 모르면서 살아남는다(그러나 제대로 된 가족을 원하는 버터스의 희망은 이루어지지 않는다). 버터스의 부모는 그가 원하던 베니건스에 데려다 준다.
카트먼과 버터스와는 달리, 케니와 스탠, 카일은 우스갯거리로 사용되는 학대를 당한다.
케니는 가난한 가정 출신이라서, 결과적으로 그의 형제들은 가난 때문에 영양실조에 걸린다. 그의 아버지는 실업자이고, 거의 술에 절어 있으며, 케니에게 직접적으로 학대를 하진 않지만, 아내와 항상 언쟁을 하거나, 또는 그녀에게 모욕을 당한다.
스탠은 미묘한 형태의 아동 방임을 당한다. 그의 아버지인 랜디는 파티를 좋아한다(아내 샤론과 일시적으로 이혼한 다음, 카트먼의 “클럽하우스”에서 나이 어린 사람들과 파티에 참가한다). 그는 술을 많이 마시지만, 알코올 의존증인 케니의 아버지 스튜어트 매코믹과는 달리 가족을 부양할 수 있다. 스탠의 큰 누나 셸리는 반사회적 이상 성격자에 가깝다. 그녀는 종종 스탠을 물리적으로 학대하며, 스탠을 인간 이하의 존재로 대한다. “Clubhouses” 에피소드에서, 언젠가 스탠의 엄마가 그녀의 행복이 스탠의 행복보다 중요하다고 말한 후, 스탠과 엄마는 껄끄러운 관계가 된다. 스탠의 부모는 누나가 스탠을 학대하는 것을 나몰라라 한다.
카일은 카트먼에게 계속되는 인종 차별적인 모욕을 당한다. 카일의 엄마는 과보호적이며, 자기 아들과 다른 모든 어린이의 생활에 간섭하려 한다. 그녀는 자신의 도덕적인 열정에 대한 믿음이 너무 지나쳐 테렌스와 필립의 영화 《Asses of Fire》 때문에 캐나다와 전쟁을 시작하기까지 한다.

### 수간
또 하나 반복되는 주제는 수간이다. 이것은 진짜 성행위(“Chickenlover”), 자위행위(“Proper Condom Use,” 여기서 나이 많은 소년들이 카트먼과 케니에게 소젖 짜는 것처럼 하면 된다며 손으로 개를 자위시키는 것을 가르친다.) 교접(“An Elephant Makes Love to a Pig”), 구강성교(“Scott Tenorman Must Die,” 조랑말이 핫도그를 빨면서 흉내 낸다.) 또는 단순히 동성애 행위를 하는 개를 발견하는 것(“Big Gay Al's Big Gay Boat Ride”)을 포함한다. “Douche and Turd” 에피소드에서 사우스 파크는 동물 권리 조직인 PETA를 조롱한다. 삼림 기지내의 PETA 조직원이 동물 성애 관점에서 동물들에게 육체적으로 친밀해지는 것을 스탠이 발견한다. 다른 에피소드들도 이 주제를 포함한다. “Woodland Critter Christmas”에선 한 무리의 말하는 마수(魔獸)들이 “피의 사육제”에 참가한다.
1시즌 5번째 에피소드“An elephant makes love to a pig”에서도 이러한면이 나타나는데, 카일의 코끼리와 카트먼의 돼지를 이종교배해서 낳은 새끼가 게리슨 선생의 얼굴을 하고 있다.

### 종교
로마 가톨릭, 예수 그리스도 후기 성도 교회, 이슬람, 유대교, 기독교 근본주의, (제작자들은 이단이라고 생각하는) 종교단체인 사이언톨로지와 같은 종교의 교조적인 교리를 폭로하는 에피소드들은 더욱 쇼의 근본 신념체계의 편견을 굳게 한다. 많은 에피소드는 이단의 논리적 기반과, 돈을 위해 추종자들을 좇는 종교 지도자들, 신앙을 교조적으로 믿어서 생기는 일반적인 문제들에 딴죽을 놓는다. 종교에 대한 가장 직설적인 풍자는, 아마도 다양한 동물의 괴상한 합성물로 묘사된 신의 실존적인 모습이다. 이 풍자의 백미는 신이 자신이 불교도라고 말하는 것이다. 이 쇼는 한때 우스갯거리로, 천국은 열광적으로 찬송하며 나뭇조각을 하는 후기성도들로 가득하다고 했다(예수 그리스도 후기성도 교회가 유일하게 “옳은” 종교이기 때문에 이렇게 된다는 것을 암시한다). 이것은 반어적인데, “All About Mormons” 에피소드에서는 몰몬교라고 일컬어지는 예수 그리스도 후기성도 교회가가 완벽한 거짓말쟁이인 누군가가 만든 “완전” 사기라는 것을 암시했기 때문이다.
예수는 사우스 파크에 살고 있고, 토크 쇼(예수와 친구들)에서 시청자 참여 전화를 운영하고 있다. 그리고 한 에피소드에선 사탄과 싸우는 등 많이 출연한다(사우스 파크의 세계에서 예수는 산타클로스를 이라크에서 구하며 2002년에 죽었다. 산타는 “이제부터 크리스마스는 예수의 축일이 될 것이다.”라고 말했다). 세 번째 시즌 에피소드 “Jewbilee”의 유대 스카우트 훈련소에서 모세는 영화 트론의 주요 제어 프로그램의 모습으로 나타난다. 모여든 어린이들에게 불길한 목소리로 “나는 갈망한다. … 마카로니 사진들을.”이라고 말한다. 그는 “Super Best Friends”에서도 VCR에서 똑같은 방법으로 나타난다.
또한 무신론에 대한 비판도 있다. “All About Mormons” 에피소드에선 스탠이 증거도 없는 이야기를 믿는다며 모르몬교도들을 조롱한다. 그러나 마지막에, 에피소드 내내 스탠과 함께 다니던 개리라는 후기성도가 자기 종교의 이야기를 들려준다.

- 개리 : 난 오직 너의 친구가 되려고 했을 뿐이야, 스탠. 하지만 너는 대단히 거만해서, 모르몬교의 가능성을 볼 수 없었고 내 친구가 될 수도 없었지. 친구야 너는 그러기엔 더 자라야 해. 내 불알이나 빨아라. (스탠과 친구들을 어벙하게 한, 개리는 넌더리를 내며 떠나간다.)
- 카트먼 : (잠깐 움찔한 다음) 젠장, 저 녀석 멋진데, 안 그래?

사우스 파크는 (“Red Hot Catholic Love” 에피소드에서처럼) 종종 종교적인 사람들은 비논리적이며, 무신론자들은 지나치게 오만하다고 암시한다.
비슷하게, 기성 종교처럼 되어가는 개인숭배도 희화화된다. 세금 면제를 인정받지 못한다면 집단 자살을 하겠다는 (카리스마적인 마술사 데이비드 블레인(David Blaine)의 이름을 딴) ‘Blaintologists’ 숭배가 나오는 에피소드에서 이것을 볼 수 있다.
보수적이고 극단적인 종교 단체들은 이 쇼에 종종 나오는 사탄의 묘사에 대해 비판을 해왔다. 사탄은 힘든 일을 하며, 일반적으로 멋지고, 태평스러운 남자이다. 그는 지옥에서 하와이식 파티를 열고, 사담 후세인 등 일부 지옥 주민과 동성애 관계를 갖는다. 후세인은 그 관계에서 주도권을 쥔 쪽이며, 정신적으로나 말로나 사탄을 학대하다가 죽음을 당해 결국엔 사탄은 독신이 된다. 사탄은 크리스와 관계를 맺는데, (천국을 방문해서 신에게 조언을 얻은 다음) 크리스가 “얼간이”라는 것을 알게 되자 관계를 끝낸다.

### 환경주의
사우스 파크의 많은 에피소드에서 반(反)환경주의적인 주제를 볼 수 있다. 그러나 반(反)환경적인 태도를 후원하기보다는 환경주의자의 젠체하는 모습을 풍자하는 것이다.
1999년 에피소드 “Rainforest Schmainforest”에선, 제니퍼 애니스턴이 목소리를 낸 환경 운동가가 아이들과 함께 코스타리카의 우림으로 비참한 여행을 떠난다. 이 여행의 경험으로 그녀는 우림이 “엿 같다”는 결론을 내린다. 열대 우림의 파괴를 정당화하는 것이라기보다는, 사람들이 지지하는 것에 대한 무지와 ‘시류에 편승’하는 비꼬는 것으로 보인다.
2001년 에피소드 “Terrance and Phillip: Behind the Blow”는 사우스 파크에서 열린 지구의 날(Earth Day) “세뇌 축제”에 대한 것이다. 여기선 환경 보호론자 단체가 군중들이 환경에 대해 관심을 갖도록 세뇌하려고 한다.
2005년 에피소드 “Two Days Before the Day After Tomorrow”는 2005년 대서양 태풍 철과 지구 온난화의 연관성을 풍자한다. 제목과 몇몇 줄거리 요소들은 영화 《The Day After Tomorrow》에서 따온 것이다.
2006년 에피소드 “Smug Alert”는 (“스모그” 대신 “스머그”를 일으키는) 하이브리드 자동차를 모는 사람들의 자기만족과 ‘스머그함’을 흉내 낸다. 여기선 “스머그”의 위험에 큰 공헌을 한 조지 클루니의 아카데미상 수상 연설이 포함되었다. 하이브리드 자동차와 환경에 작용하는 기초적인 상품의 중요성을, 에피소드의 마지막에서 강조한다. 이 에피소드에서 풍자하는 것은 환경주의가 아니라 바로 환경주의자임을 시사한다.
2006년 에피소드 “Manbearpig”에선, “화제를 좇는” 앨 고어의 지구 온난화에 대해 과장된 말투를 흉내 낸다. 이 에피소드는 앨 고어가 “… 영화를 만들고 있으며, … 그것은 자신에 대한 영화이다.”라는 것으로 끝나는데, 이것은 영화 불편한 진실에 대한 일격이다.

## 방영 목록
1997년 8월 13일에 첫 에피소드를 방송한 이후, 사우스 파크는 시즌마다 불규칙적으로 십여개의 에피소드를 방영해왔다. 하지만 8시즌부터는 상반기와 하반기를 나누어 각각 7개의 에피소드를 특별한 사정이 없는 한 1주일 간격으로 방송한다.

## 등장인물
맷 스톤은 카일을 비롯한 케니, 버터스, 제럴드 브로플로프스키, 스튜어트 매코믹, 짐보 컨(Jimbo Kern), 예수, 사담 후세인, 빅 게이 알(Big Gay Al)(말할 때 목소리), 핍, 테렌스, 크레이그, 트윅(Tweek)과 기타 많은 등장인물의 목소리를 냈다. 트레이 파커는 스탠을 비롯한 카트먼, 랜디 마시, 그랜파 마시(Grampa Marsh), 빅 게이 알(노래할 때 목소리), 알폰스 메피스토 박사, 미스터 게리슨, 미스터 행키, 미스터 맥키, 촉손딕 여사(Ms. Choksondik), 필립, 티미, 지미, 사탄, 바브래디 경관과 그밖에 많은 인물의 목소리를 냈다.
다른 목소리는 에이프릴 스튜어트(리안 카트먼, 샤론 마시, 매코믹 부인, 셸리 마시, 맥다니엘 시장, 빅토리아 교장, 베로니카 크랩트리 부인, 웬디 테스터버거와 다른 이들), 모나 마셜(실라 브로플로프스키, 린다 스토치와 다른 이들), 에이드리언 비어드(Adrien Beard, 토큰)와 아이작 헤이스 (셰프). 종종 새넌 캐시디(Shannen Cassidy)라고 제작진 소개에 나온 메리 케이 버그먼은 1997년부터 (자살한) 1999년까지 대부분의 여성 등장인물의 목소리를 냈다(일명 푸른 소녀). 엘리자 슈나이더는 1999년부터 2003년까지 여성 인물들의 목소리를 냈다. 애니메이션 감독 에릭 스토(Eric Stough)는 버터스의 캐릭터의 영감을 주었다.

### 주요 인물
이 쇼의 주요 등장인물은 네 명의 초등학교 학생이다(모임을 쉽게 언급하기 위해 종종 “소년들”이라고 불린다.):
스탠리 “스탠” 마쉬
종종 모임의 “정상인”이다. 일반적으로 좋은 품성과 맑은 생각, 때때로 감수성이 풍부함에도 불구하고, 스탠은 종종 그들이 처한 괴이한 상황에 대해 논리적인 해법을 찾으려고 시도한다. 공동 제작자 트레이 파커의 분신으로 설계되었기 때문에, 스탠은 마지막에 에피소드의 취지나 교훈을 마무리한다. 카일의 가장 친한 친구이며, 그들의 관계는 여러 에피소드들에서 중심이 된다.
카일 브로플로프스키
느긋하고, (특별히 독실하지 않은) 유대인이고, 회의적이고, 지적이며, 때때로 쉽게 흥분한다. 신앙에 대해서 늘 놀려대는 카트먼을 싫어한다. 카일은 실제로 공동 제작자 맷 스톤의 분신이다. 스탠과 함께, 카일은 그들이 속한 세계의 미친 행동에 대한 이성적인 관점을 제공한다. 카일은 종종 소년들 중 가장 도덕적으로 묘사된다. “Cherokee Hair Tampons” 에피소드에서 밝혀진 카일의 혈액형은 Rh 음성, AB형이다.
에릭 시어도어 카트먼
카트먼은 아치 벙커(Archie Bunker)와 유사하며, 종종 이야기의 촉매제이다. 카트먼은 독설가이며, 반유대주의이고, 폭력적이고, 때론 현명하며, 동성애자같고, 과격하고, 탐욕스럽고, 부패하며, 성차별적이고, 고집불통이고, 자기중심적이고, 병적으로 살쪘다(하지만 남들이 뚱보라 놀리면 자신은 뼈가 굵은거라고 말하며 그렇게 믿고 있음), 거만하고, 인종차별적이고, 대단히 사람을 잘 다루는 인물이다. (특히 그의 성기의 크기는 1.4인치라고 한다. {미국 평균 1.5인치 보다 작다.})
이런 성격의 일부는 홀어머니가 “마약하는 창녀”(crack whore)라고 널리 알려진 남녀 양성자라는 사실에 때문일 수도 있다. (그녀는 Crack Whore 잡지의 한 호의 표지에 나온 적이 있고, 독일 “똥 포르노 비디오”에 출연한 것으로 알려진다.) 그는 카일을 유대인이라고, 스탠을 “계집애” 같다고, 케니를 가난하다고 늘 모욕한다. 그의 건방지고 정신병적인 행위는 자주 다른 소년들이 카트먼을 경멸하게 만든다.
카트먼은 종종 다른 소년들의 태도와 반대되는 행동을 한다. 그는 사업가와 지도자로서 비정상적인 능력을 보인다. 특히나 아돌프 히틀러를 흉내내는 복장을 했을 때는 두 배의 능력을 보인다. “Marjorine” 에피소드에선, 카트먼은 소녀들에게서 “예언 장치”를 빼앗는 조직을 만들었다. 이 조직은 그의 영민함과 지도력을 보여준다. 예언 장치는 소년들의 기본적인 무지를 보여준다. 소년들은 성인이 되지만, 유치한 욕구와 순진함에 의해 행동한다. 카트먼은 또한 종종 파커와 스톤의 과격한 사회적인 논평을 대신하는 역할로 쓰인다. 그는 자신이 “히피”라고 생각하는 사람들에 대한 광적인 증오를 가지고 있다. “Cherokee Hair Tampons” 에피소드에서 의사가 카트먼의 사진을 보여줬을 때, 그 또한 Rh 음성, AB형이라는 것을 알 수 있다.
케니스 “케니” 맥코믹
케니는 사우스 파크 빈민가 출신이다. 그는 네 소년 중 가장 어휘력이 풍부하며, 나머지 소년들이 들어보지 못한 성적인 단어를 들었을 때, 해답을 찾아낸다. 그러나 모자로 얼굴 주위를 둘러싸고 있기 때문에, 뭐라고 말하는지 알아듣기 힘들다. 그의 대사는 실제 대화이고 나머지 소년들은 항상 잘 알아듣는다. 그러나 일부 에피소드에선, 케니의 대화가 자막으로 보인다. 사우스파크의 제작자들은 케니가 매 회마다 죽는 이유를 캐니가 단지 '가난 하단'이유로 죽인다고 설명하였다.
첫 다섯 시즌 동안, 케니는 영원한 제물이었고 모든 에피소드 내내 단지 웃기기 위해 여러 괴상한 방법으로 살해됐다. 그 뒤 되살아나서 다음 에피소드에 나타난다. 파커와 스톤은 첫 시즌의 오직 한 에피소드에서만 케니를 살려두었다(“Mr. Hankey, the Christmas Poo”). 네 번째 시즌에선 2부작 에피소드의 첫 번째 부분에서 버스에 치인다(“Do the Handicapped Go to Hell?”). 두 번째 부분(“Probably”)에서 그가 살았다고 보여주나, 멕시코에 갇히는 것으로 끝마친다. 에피소드의 끝에서 예수가 멕시코에 갇히는 것이 더 끔찍한 일이라고 주장한다. 다섯 번째 시즌의 끝에서, 케니는 더 오랫동안 떠나 있게 된다. 파커와 스톤은 매회 케니를 다른 방법으로 죽여야 하는 부담을 덜기 위해 이렇게 했다고 설명했다.
여섯 번째 시즌에서, 버터스와 트윅이 소년들의 “네 번째 친구”로서 케니를 대신한다. 그러나 케니의 지속적인 인기 때문에 그는 카트먼의 몸에 갇힌 영혼을 포함하는 “영혼” 고리에 담긴다. 그리고 일곱 번째 시즌에서 영원히 돌아온다. 케니의 죽음은 이전보다 훨씬 드물어졌다. 첫 번째 카드보드 컨셉 비디오부터 내려온, 쇼의 오래된 기믹(gimmick)은 케니가 죽을 때마다 스탠의 외침으로 시작된다. “이런, 그들이 케니를 죽였어!”(Oh my God, they killed Kenny!). 그러면 카일이 화답한다. “이 개새끼들!”(You bastards!). 쉐프가 죽었을 때, 스탠은 “이런, 그들이 쉐프를 죽였어!”라고 외쳤고, 카일은 “이 개새끼들아!”라고 소리쳤다.
레오폴드 “버터스” 스토치
초기부터 나왔으나, 여섯 번째 시즌의 앞부분에서 주요 등장인물인 케니를 대신했고, 뒷부분에선 트윅으로 바뀌었다. 케니가 일곱 번째 시즌에서 돌아왔으나, 버터스는 중요한 인물로 남았다.
버터스는 신경질적이고, 순진하며, 쉽게 휘둘리고 억압받았는데도 역설적으로 낙관적이고 생각에 잠기고 종종 통찰력이 있다. 그는 자주 무정하고 폭력적인 부모에게 체벌을 당한다. 그는 그동안 노골적으로 중상모략을 받는다. 나머지 소년들에게 무시되거나/또는 이용당한다. 비극적인 본성처럼 그의 생일은 9월 11일이다.
여섯 번째 시즌에서 케니가 영원히 죽은 것처럼 보였을 때, 소년들은 버터스를 네 번째 친구로 한동안 시험해 보다가 쫓아냈다. 쫓겨난 버터스는 “카오스 교수”라는 다른 자아를 받아들인다. 카오스 교수는 “General Disarray”(Dougie, 일학년)라는 짝꿍을 가지고 있다. 카오스 교수의 의상은 《Dr. Doom》에서 확실히 영향을 받은 것이다. 버터스는 다양한 방식으로 세계를 지배하려고 시도하나, 그의 선함과 전반적인 어리석음 때문에 자신의 모든 노력을 물거품으로 만든다. 그의 인물 특성은 애니메이션 감독 에릭 스토(Eric Stough)에 기초를 한 것이다. 한 에피소드에선 예언 장치를 얻기 위해 여자애처럼 치장하고 그의 이름을 (스페인식으로 “Margaret”을 부르는 방법) “Marjorine”으로 바꿨다.

### 조연

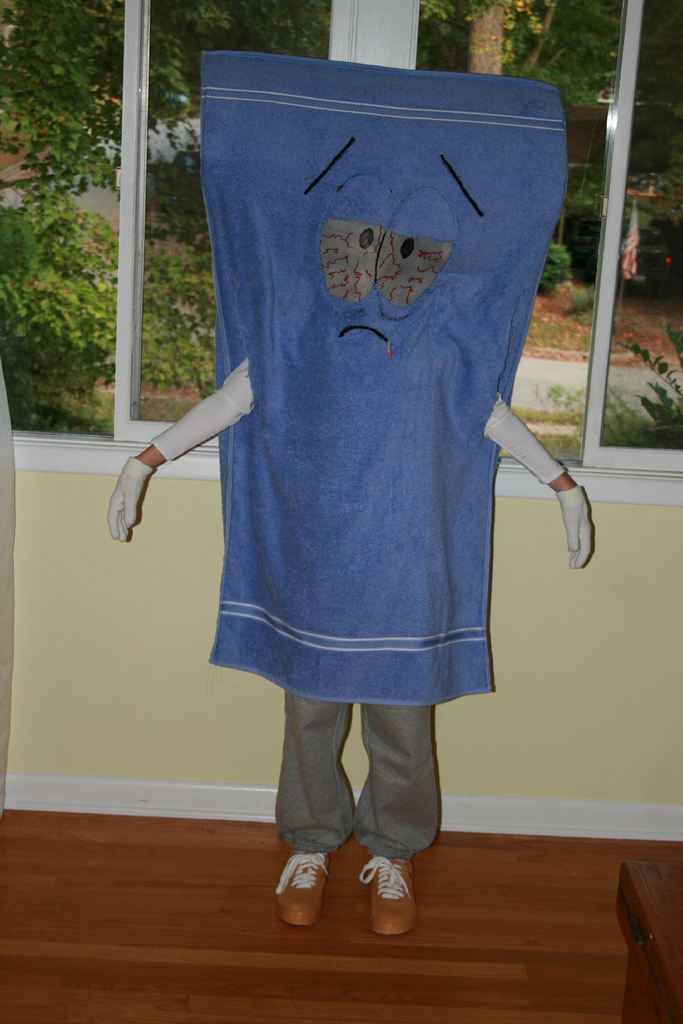
사우스 파크 등장인물인 타올리 코스프레

이 쇼의 초현실적인 면은 시리즈에 등장하는 조연들에게서 유래한다. 일부는 다음과 같다.
- 신, 여러 에피소드에서 파충류 혀를 가진, 작은 몸집의 하마와 쥐의 합성 동물로 나타난다. 이 쇼에서 신은 불교도이다.
- 예수, “예수와 친구들”이라는 텔레비전 토크쇼를 운영했으며, 산타를 구하러 이라크에 갔다가 이라크인들에게 죽는다.
- 사탄, 사담 후세인과 연인 사이였다. 《극장판 사우스 파크》 개봉 뒤엔 섬세한 1990년대 스타일의 남자 크리스와 연인이 되었다.
- 모세, 빛을 내는 거대한 팽이. 디즈니 영화 《트론》에서 주요 제어 프로그램이 나타난 것과 똑같이 나타난다. 그의 신자들에게 마카로니를 붙인 종이 그림을 요구한다.
- 자콥사우르스, 카트먼은 재미있다고 생각하지만, 다른 사람들은 짜증스러워 한다.
- 사신, 세발자전거를 타고 다니며, 테렌스와 필립을 좋아한다.
- 테렌스와 필립, 두 가상의 캐나다인 텔레비전 스타. 소년들이 광적으로 좋아한다. 이들은 거의 방귀에 대한 우스개를 한다.
- 미스터 행키 “크리스마스 똥.” 1960년대 랜킨-배스(Rankin-Bass) 만화의 정신을 명절 축제를 더한다.
- 가재 인간, 갑각류를 닮은 고대의 종족. 남성들을 “이성애자를 보는 동성애자의 눈길”이라는 프로그램을 통해 메트로섹슈얼하게 분장시켜서 세계를 정복하려고 한다. “South Park is Gay” 에피소드의 가공의 TV 임원에 따르면 가재 인간들은 1970년대에도 비슷한 시도를 했었다.
- 타올리, 정부가 유전자 조작으로 만들어낸 수건, 항상 마약에 취해 있고 소년들에게 종종 “마약 좀 할래?”라고 물어본다. 또한 사람들이 내려다보면서 그가 수건임을 상기시키면, “네가 수건이다!”라는 상투어를 말한다. 제임스 프레이의 책의 패러디인 베스트셀러 소설 “백만 가지 섬유들”의 저자이기도 하다. 소년들은 종종 타올리가 제일 후진 등장인물이라는 말을 인용하는데, 이것은 평론가들이 타올리가 미스터 행키의 유사품이라고 말한 것에 대한 대답이다. 시즌 22에서는 대마초 품질 검사관을, 시즌 23에서는 랜디의 테그리디 농장에서 과학 부서로 일하고 있다.
- 산타클로스, 매년 정기적으로 크리스마스 에피소드 근처에 나타난다. 사우스 파크에 처음으로 나타나서 한 일은, 예수와 누가 크리스마스의 상징인지를 두고 싸운 결투였다. 소년들이 둘 다 크리스마스의 핵심이라고 해서 결투를 중단했다. 예수가 크리스마스 철에 더 두드러진 인기를 얻자, 때때로 질투를 표시하지만, 산타와 예수의 우정은 계속되었다. 예수가 이라크에서 산타를 구하기 위해 생명을 바치자 질투를 그치게 된다.

## 음악
이 쇼의 시작 주제가는 얼터너티브 락 밴드 프라이머스(Primus)가 작곡한 고유의 음악이다. 이 노래는 시리즈의 코스에서 두 번 편곡되었고 몇몇 가사가 바뀌었다.
쇼에서 케니의 목소리처럼, 그의 대사는 눈만 빼고 얼굴을 다 가리는 파카 모자에 의해 우물거리게 된다(“The Jeffersons”에서 대사 몇 줄과 《극장판 사우스 파크》에서 “얘들아, 안녕히.”라고 말한 것이 예외이다). 케니는 실제로 첫 번째 시즌부터 두 번째 시즌까지 “가슴이 큰 여자애들이 좋아. 질이 깊은 여자애들이 좋아.”라고 말한다. 세 번째 시즌부터 다섯 번째 시즌까지는 “내 자지는 10인치이다. 빨아보고 싶으면 네 입을 써봐.”라고 말하며, 여섯 번째 시즌에서는 티미가 케니를 대신하여 자신의 이름인 티미를 외친다. 일곱 번째 시즌부터는 “언젠가는 내 자지로 브리트니 스피어스의 엉덩이에 넣어볼 정도가 될 거야.”라고 말한다. 열 번째 시즌의 가을 방송부터는 “난 멍청한 창녀와 섹스하는 것을 좋아해, 왜냐하면 내 자지가 좋아한다는 걸 알거든.”이라고 말한다. 케니의 대사의 요점은 쉽게 이해할 수 있었지만, 일반적으로 불명료한 것 때문에 텔레비전 방송사들로부터 검열되지 않았다. 문맥을 고려하면, 때때로 대사를 쉽게 유추할 수 있다. 특히, 그가 주연인 에피소드에서는 그의 말을 알아듣기 더 쉬워진다.
〈Kyle's Mom is a Stupid Bitch〉와 같은 인기 있는 노래는 독자적으로 만든 것이다. 그러나 제작자의 음악적인 능력은 《극장판 사우스 파크》의 개봉 이후로는 자주 쓰이지 않았다. 파커와 스톤은 때때로 DVDA라는 밴드 이름으로 위의 노래와 (〈Dead Dead Dead〉와 같이, 일부 쇼와 관련이 없는) 다른 노래들을 부른다.
쇼에서, 에릭 카트먼은 그의 동기와 모순되는, 잘못된 이타주의나 낙관주의를 전하기 위해 갑작스레 노래를 부른다. “Red Sleigh Down” 에피소드에선, 낙담시키는 크리스마스 캐롤인 〈Poo-Choo Train〉라는 노래를 부른다. 크리스마스 선물 때문에 중요시하는 미스터 행키와 산타클로스를 설득시키기 위해서였다. “I'm A Little Bit Country” 에피소드에선, 카트먼은 누군가를 죽을 때까지 패면서 폴라 콜(Paula Cole)의 반전 가요 〈I Don't Want to Wait〉를 부른다 (카트먼은 “Trapper-Keeper” 에피소드에서 그의 도슨의 청춘일기(Dawson's Creek) 책가방(trapper-keeper)에 대한 존경의 표시로서 이 노래를 부른다). “The Death of Eric Cartman” 에피소드에선 그의 죄를 중재하려는 미약한 의도로 버터스와 함께 〈Make It Right〉를 부른다. 치즈 푸프의 오디션 동안, 오래된 도나 섬머(Donna Summer)의 노래 〈She Works Hard For The Money〉를 부른다. “Simpsons Already Did It” 에피소드에선, 카트먼은 어떻게 바다 인간들이 “히피들로 가득한 지랄 맞은 행성에서 그들 데려가”는지에 대한 노래를 불렀다. “GingerKids” 에피소드에선, 인내심에 대한 노래를 불렀다. 마을에서 “Ginger”가 아닌 사람들을 제거하기 위해, 모든 “Ginger” 사람을 확인할 때, 그가 “Ginger”가 아님을 깨닫자 부른 것이다. “Kenny Dies” 에피소드에선, 미국 상원이 줄기 세포 연구를 승인하도록 확신시키기 위해 〈Heat of the Moment〉라는 노래를 부른다.
“Cartman's Mother is Still Dirty Slut” 에피소드에서, 카트먼은 다른 사람들이 노래 앞부분의 몇 소절만을 부르면, 이를 마무리하려고 노력하는 정신적인 기벽을 가지고 있다. 이렇게 되자 카트먼을 싫어하는 카일은, 스틱스(Styx) 밴드의 〈Come Sail Away〉의 앞부분만 불러, 카트먼이 강제로 노래를 끝마치게 한다.
카트먼은 Faith + 1 밴드의 리드 싱어이다. 이 밴드는 “Christian Rock Hard” 에피소드에서 버터스와 토큰과 함께 결성했다. 이들은 성적인 노래를 골라 “연인(baby)”을 “예수”로 바꿔서, 예수에 대해 몇몇 “기독교적인” 노래를 부른다. 결과적으로 예수에 대한 정신적인 사랑 대신 성적이고 육체적인 사랑을 노래한다.
“Fat Butt and Pancake Head” 에피소드에서는, 카트먼의 (자기 이름이 “제니퍼 로페즈”라고 말하고, 나중에 변태성욕자로 밝혀지는) 꼭두각시 인형이 〈Taco Flavored Kisses〉라는 제목의 히트곡을 취입한다. 인형은 실제 제니퍼 로페즈의 분노를 유발하고 벤 에플랙의 성적인 구애를 받는다(로페즈는 경력을 망치고, 타코 레스토랑에서 일하는 것으로 끝맺는다). 마지막이 되면, 카트먼이 “로페즈 양”을 조종한다고 주장하던 카일이 주장을 철회한다. 그러자 확실히 “로페즈 양”을 조종하던 것을 부인해 온 카트먼이 “하하하! 다 속였지롱!(Hah hah hah! I fooled you kinda!)”이라고 소리 지른다. 카트먼은 속일 수만 있으면 언제나 다른 이들을 속인다.
프라이머스 밴드와 지금은 그만둔 아이작 헤이즈가 쇼에 대한 추가적인 음악의 공헌을 했다. 전자는 오프닝과 엔딩 테마 음악을 작곡했고, 후자는 소년들에게 성인 주제를 설명해주는 보통-성적인 노래를 불러주는 쉐프를 연기했다.
많은 에피소드는 장면의 감정적인 내용을 코믹하게 과장하기 위해 매우 감정적인 음악을 포함한다. (예를 들면 “Hellen Keller! the Musical” 에피소드에서, 티미가 사랑하는 애완용 칠면조 고블즈를 떠나보내야 할 때 우울한 배경 음악이 나온다.)

## 수상 경력
- 사우스 파크는 총 8번 에미상의 “1시간 미만 작품 대상(對象) 애니메이션 부문 최고 연속물(시리즈)상”(Outstanding Animated Series : For Programming Less Than One Hour) 부문에서 후보에 올랐으며[27] 이중 “Best Friends Forever”, “Make Love, Not Warcraft,”, “Margaritaville” 에피소드로 2005년[28], 2007년[29], 2009년에 수상했다. 또한 1번 “1시간 이상 작품 대상 애니메이션 부문 최고 작품상”(Outstanding Animated Program : For Programming One Hour Or More) 부문에서 2008년[30]에 “Imaginationland” 3부작 에피소드로 수상했다[31]).
- 2006년 8월 5일에, 피버디 상을 받았다.[28] 코미디 센트럴로서는 세 번째 수상이다. The Daily Show가 2000년 미국 대통령 선거와 2004년 미국 대통령 선거에 대한 내용으로 받았고, 1994년 Mystery Science Theater 3000이 받았다.
- 2007년에 사우스 파크는 타임지에서 선정한 “역사상 최고의 TV쇼 100선”(100 Best TV Shows of All Time) 목록에 포함되었다.[32]
- 사우스 파크는 1998년 “프라임타임 애니메이션 및 야간 TV물 최우수상”(Outstanding Achievement in an Animated Primetime or Late Night Television Program) 부문에서 애니 상 후보에 올랐다. 1998년 “Big Gay Al's Big Gay Boat Ride” 에피소드가 “바른 언론을 위한 동성애자 연합상(賞)”(GLAAD Award) 우수TV(Outstanding TV) 부문에 후보로 올랐다. 1999년 “유색인종 지위향상협회상”(Image Award)의 “코미디 연속물 부문 우수 선도자상”(Outstanding Lead Actor in a Comedy Series)에서 아이작 헤이즈가 후보로 올랐다.[33]
- 사우스 파크는 2006년 틴 초이스 상(Teen Choice Awards)의 최고의 만화영화 쇼 부문에 후보로 올랐으나 《패밀리 가이》(Family Guy)에게 졌다.[34]
- 《극장판 사우스 파크》는 〈Blame Canada〉 노래로 오스카상의 주제가상(Best Music, Original Song)[35] 부문에 후보로 올랐다. 수상식 동안 로빈 윌리엄스가 이 노래를 불렀다.

## 잡다한 상식

### 등장인물
- 카트먼의 엄마의 이름은 리안(Liane)인데, 트레이 파커의 전 약혼녀의 이름을 땄다. 다른 남자와 있는 것을 본 파커가 불미스러운 등장인물에 그녀의 이름을 붙였다.
- 버터스의 이름은 “Puff Puff”이었다가 “Swanson”으로 바뀌었다가, “Butters”로 확실히 정했다.
- 사우스 파크의 오프닝의 맨 마지막 부분에는 지금까지 사우스 파크에 등장한 거의 모든 인물들이 등장한다.
- 사우스 파크의 에피소드에는 가끔가다 “Catrman Gets an Anal Probe” 에피소드에 나왔던 외계인이 하나 숨어 있는 것을 볼 수 있다.[36]
- 종이를 잘라내서 만든 사우스 파크 등장인물은 방송되지 않은 시험판과 1시즌 첫 에피소드의 극히 일부분에 쓰였다. 나머지 에피소드에선 컴퓨터로 만들었다.
- 스탠과 카일의 가까운 가족은 트레이 파커와 맷 스톤의 가족들과 이름이 같다.
- “Pip”과 “A Million Little Fibers” 에피소드는 네 소년 중 아무도 출연하지 않은 유이한 에피소드들이다. “Not Without My Anus” 에피소드에선 카트먼이 텔레비전 안에 나온다. 이 에피소드와 더불어 “Butters' Very Own Episode,” “Krazy Kripples”와 “Stupid Spoiled Whore Video Playset” 에피소드에 네 소년이 출연하지만, 중요한 역할을 하지 않는다.

### 제작진
- 1995년, 조지 클루니는 사우스 파크를 연상시키는 《크리스마스의 정신》 비디오테이프 연하장을 받았다. 이 테이프가 매우 웃기다고 생각한 그는 복제본을 만든 뒤 LA 근방에 널리 뿌렸다. 스톤과 파커는 이 일을 매우 고맙게 여겨서, 그를 사우스 파크에 성우로 출연시킨다. 클루니는 “Big Gay Al's Big Gay Boat Ride” 에피소드에서 스탠 마시의 동성애하는 강아지 스파키의 목소리를 냈는데, 실제 대사는 없고 단순히 개 짖는 소리만 냈다. 그는 나중에 《극장판 사우스 파크》에서 다시 출연하는데, 케니를 살리지 못하는 의사로 나온다. 이런 전력에도 불구하고, 트레이 파커와 맷 스톤은 그들이 연출한 영화 《팀 아메리카 : 세계 경찰》(Team America: World Police)에서 클루니의 과장된 정치적 식견을 우스갯거리로 만들었다. 그러나 클루니는 영화에서 놀림당하지 “않았다면”, 오히려 화났을 것이라고 말했다.[37] “Smug Alert!” 에피소드에서, 조지 클루니는 제78회 아카데미상 수상 연설 때문에 다시 놀림 받는다. 그는 연설에서 할리우드가 사회적인 논쟁에 앞장선다고 주장했다.
- 스탠리 큐브릭 영화는 사우스 파크에서 자주 언급된다. 《극장판 사우스 파크》에 나오는 “브이칩(V-chip)”은 《시계태엽 오렌지》(A Clockwork Orange)의 루도비코 기법과 비슷하다. “Bebe's Boobs Destroy Society” 에피소드에서의 학생들은 《2001 스페이스 오디세이》(2001: A Space Odyssey)에서의 유인원들과 비슷한 모습이다. “Trapper Keeper” 에피소드에서 카일은 카트먼과 결합한 트래퍼 키퍼를 정지시키기 위해서 트래퍼 키퍼의 중심부로 들어가서 몇 개의 칩을 꺼내게 된다. 이 장면은 스탠리 큐브릭 감독의 《2001 스페이스 오딧세이》에 나오는 HAL9000 컴퓨터의 중심부를 나타낸 것이다. 카일은 그가 카트먼을 정지시키려 함을 카트먼이 알아채고 카일에게 “그렇게 하도록 내 버려 둘 수는 없어.”라고 말한다. 이 장면은 HAL9000을 패러디한 장면이다. 어떤 사람들은 마쉬 가족이 2001호에 사는데, 이것이 큐브릭에 대한 존경을 표하는 것이라고 지적한다. 트레이 파커는 제일 좋아하는 영화감독으로 큐브릭을 꼽았다.
- 사우스 파크의 방송되지 않은 시험편의 제작진 소개에, 트레이 파커는 “투팍 슈왈츠”(Tupac Schwartz)로 맷 스톤은 “M.C. 슈왈츠”(M.C. Schwartz)로 나온다.
- 트레이 파커는 The Aristocrats이라 불리는 우스개의 사우스 파크판을 만화 영화화했다. 이것은 몇 년 뒤 같은 이름의 기록 영화에서 쓰였다.
- 파커-스톤 제작사는 파산한 브래니프(Braniff) 항공사의 이름을 따서, 브래니프 제작사로 이름을 바꿨다. (컴퓨터로 만들어진 브래니프 비행기의 사진에 “믿어라”라는 글이 새겨져 있는) 로고는 “Cartman Gets an Anal Probe” 에피소드에서 장난으로 나왔었다. (파커와 스톤이 브래니프 제작사를 만든 다음에) 모든 에피소드를 마무리할 때 쓸 로고로 결정했다. 브래니프 비행기가 나올 때의 음악은 “Shpadoinkle”에서 가져온 것이다. 이 노래는 (트레이 파커가 볼더에 있는 콜로라도 대학교에 다닐 때) 그의 첫 영화 《카니발! 뮤지컬》(Cannibal! The Musical)을 위해 만들고 사용한 것이다. 선율과 함께 연결되는 가사는 “The sky is blue/and all the leaves are green”이다.

### 반복되는 개그와 유행어
- 케니는 처음 다섯 개의 시즌의 거의 모든 에피소드에서 죽거나, 죽기 직전까지 간다. 몇 개의 에피소드에선, 그의 죽음이 이야기를 끌어가는 도구로 쓰인다. 가장 유명한 《극장판 사우스 파크》에선 지옥에서 케니와 사탄의 우정이 핵심 줄거리이다. 케니의 죽음은 마지막에서 데우스 엑스 마키나(deus ex machina)로 작용한다.
- 케니가 죽을 때, 스탠은 “Oh, my God! They (or We) killed Kenny!”(오 맙소사! 그들이(우리가) 케니를 죽였어!)라고 말한다. 그러면 카일은 “You bastard(s)!”(개자식들!)라고 말한다. 이 대사들은 때때로 우스개로 쓰인다. 예를 들면 “Super Best Friends” 에피소드에선, 스탠이 카일을 찾기 위해 이 대사를 쓴다. 카트먼의 나무 위 오두막집에서 케니가 손님들에게 죽도록 짓밟혔을 때도 우스개로 쓰였다. 카트먼이 스탠의 대사를 하고 오두막 주변을 걷고 있던 카일은 멈춰 서서 “You bastards!”라고 말한다. 다른 에피소드에선 카트먼이 황소에게 받혔는데, 그가 실제로 죽지 않았지만, 케니가 스탠의 대사를 우물거린다. 최근 시즌에서, 케니를 비롯해서 아무도 죽지 않자, 스탠과 카일이 서로 대사를 바꿔서 말한다.
- 종종 케니가 죽으면, 쥐들이 달려와서 시체를 뜯어 먹고 사라진다.
- 친구들이 카트먼을 약올리면, “엿 먹어라, 난 집에나 갈란다.”(Screw you guys, I'm goin' home.)라며 자리를 피한다. 그러나 그의 주의를 끄는 상황이라면, 그는 늘 다시 돌아오거나 아예 집에 가지도 않는다.
- 카트먼은 언제나 권한(authority)을 “authoritah”로 잘못 발음한다. “integritah”를 비롯한 “molestered,” “propertah,” “blasphemah” 및 “Confederacah” 등 다른 단어들도 비슷하게 잘못 발음한다. 여기(here)는 “hyaah”(“얘들아, 여기서 좀 내려줘!(Guys, get me down from hyaah!)”), 자리(square)는 “sqwah”로 발음한다(“네 알을 정확히 차주지(I will kick you right sqwah in the nuts)”).
- 초반의 에피소드들에선 몇몇 괴상한 사건이 일어난 후에, 스탠은 “이런, 여긴 완전 엉망이군.”(Dude, this is pretty fucked up right here)이라고 말한다.
- 대부분의 모든 에피소드의 끝에 가면, 카일이나 스탠이 “난 오늘 …라는 것을 배웠어.”라며 에피소드의 교훈을 전한다.
- 몇몇 중요하지 않은 등장인물은 케빈이나 크리스, 스티븐 같은 이름을 쓴다.

### 종교에 대한 유머
- 사우스 파크는, “Super Best Friends” 에피소드처럼, 종종 기성 종교를 풍자하거나 모욕한다. 모든 에피소드에서, 평론가들은 유대인과 유대인의 전형(브로플로프스키 가족)을 자주 언급하는 것에 대해 불평했다. 카일의 아버지는 (아들에게 강요하진 않지만) 키파(yamulke)를 쓰고 있으며, 마을의 유일한 변호사이다. 카일의 어머니는 엄격한 엄마이고, 활동가이며, 전형적인 중년 유대인 여인을 닮았고, 바브라 스트라이샌드를 좋아한다. “Red Hot Catholic Love” 에피소드에 따르면, 사우스 파크는 가톨릭이 지배적인 마을이며, 대부분의 주요한 등장인물은 (결코 독실하진 않은) 로마 가톨릭 교도들이다. 아래의 인물들은 예외이다.
  - 브로플로브스키 가족(카일의 가족)은 유대인이며, 사우스 파크의 “유일한 유대인 가족”이다. 그러나 “Passion of the Jew” 에피소드에선 시나고그에 다른 유대인 주민들도 보인다.
  - 해리슨 가족은 모르몬교이다(“All About the Mormons” 에피소드에만 나온다).
  - 쉐프는 “Chef Goes Nanners” 에피소드에서 이슬람교로 개종하며, 그의 “노예 이름”을 압둘 모하메드 자바-라우프 카림 알리로 바꾼다(이것은 카림 압둘-자바와 무하마드 알리, 마무드 압둘-라우프의 이름을 섞어 놓은 것이며, 모두 무슬림으로 개종한 아프리카계 미국인들이다). 그는 자주 새 종교를 포기하며, 결국은 (종교단체 사이언톨로지 교회를 패러디한) 슈퍼 어드벤처 클럽의 단원이 된다. 이 클럽은 쉐프를 아동 성추행범이 되도록 세뇌한다.
  - 쉐프의 부모는 (진짜 신앙은 알려지지 않지만) 부두교와 오컬트 의식을 한다. 그러나 쉐프는 “Damien” 에피소드에서, 그가 스파링 상대인 예수를 때리면 어머니가 화낼 것이라고 말한다. 이것으로 보아 쉐프의 어머니는 적어도 예수를 존중한다는 것을 알 수 있다.
  - 엄청 좋은 친구들(Super Best Friends)은 “슈퍼프렌즈” 만화의 풍자이다. 세계의 주요 종교의 설립자들은 서로 엄청 좋은 친구들이며, (악의 존재를 믿지 않는 부처는 제외하고) 악과 싸우기 위해 그들의 특수 능력을 사용한다.
  - 신은 스스로가 불교도라고 주장한다.
  - 데이비드 블레인 - 사우스 파크가 사이언톨로지 교회를 “폭로”하기 전에, 가공의 이야기인 데이비드 블레인의 숭배·종교를 다루었다. 한 에피소드의 오디오 해설에서 마술과 기적은 차이가 없다고 말한다(예를 들면, 데이비드 블레인의 마술은 예수 그리스도의 기적보다 더 진짜 같다).
- “Probably” 에피소드에선, 후기성도들만 천국에 갈 수 있다고 주장했다. “Best Friends Forever” 에피소드에선 이 주장을 바꿔서, 신이 고민 끝에 사탄의 권세에 대항하기엔 모르몬교도들이 고집이 너무 세다고 결심한다. 지옥은 예비 교육과 하와이식 파티도 있어서, 그다지 나쁘지 않다. “Best Friends Forever” 에피소드에서 일본인들은 영혼이 없다고 단언한다. “Ginger Kids” 에피소드에서, 카트먼에 따르면 “Ginger”들도 영혼이 없다. 이 질환(gingervitis)의 특징은 주근깨와 창백한 피부색, 붉은 머리카락이다
- 유명한 어린이용 텔레비전 쇼인 Arthur의 한 에피소드에서 사우스 파크를 풍자했다.
- 사우스 파크제작자들은 기성 종교를 자주 희화할 뿐 아니라, “Red Hot Catholic Love” 에피소드에서 무신론에 대해서도 풍자했다. 가톨릭을 믿는 부모들은 아이들이 사제들에게 성추행당하지 않도록 무신론자가 되려고 결심한다. “사우스 파크 무신론자 단체”는 공개적으로 어휘, 교육과 미국 화폐에서 “God”이라는 단어를 없애라고 주장한다.

### 사우스 파크 속의 콜로라도주
- 콜로라도주의 가상의 마을인 사우스 파크의 일정한 위치를 알 수 있는 근거가 많다. 트레이 파커는 콜로라도주 에버그린 근처에 있는 에버그린 고등학교를 다녔다. 베일리와 코니퍼는 실제 사우스 파크에서 가까운 거리에 있는 지역사회이다; 코니퍼는 트레이 파커가 유년기를 보냈던 곳이다. 실제로 사우스 파크시는 콜로라도주 페어플레이 마을에 있는 야외 서부시대 박물관이다. 사우스 파크는 파크 카운티 학교의 별명[38] 이기도 하다. 콜로라도주는 레이크우드에 위치한 간이 식당인 카사 보니타(Casa Bonita)와 같이 다른 유명한 참조가 될 만한 장소가 많다. 몇몇 에피소드에서 언급한 285번 고속도로는 실제로 덴버, 에버그린, 코니퍼, 베일리와 페어플레이를 연결한다. 페어플레이는 가상의 마을인 사우스 파크와 가장 비슷한 장소라고 생각된다. 그러나 최근 페어플레이는 작은 마을에서 덴버의 교외로 흡수되고 있다. 실제 덴버에 있는 콜팩스 애비뉴, 파이브 포인츠, 쿠어스 필드와 캐피톨 힐로 여행하는 에피소드들에서도 이것을 볼 수 있다.
- 실제 존재하는 콜로라도 방송국도 많이 보인다. 예를 들면, 주 방송국인, News 4는 콜로라도주 덴버에 있는 CBS 4를 참조한 것이다(CBS는 한 때 코미디 센트럴과 같은 계열의 회사였다). NBC 9와 ABC 7을 언급하는 경우도 있다.
- 콜로라도주 리틀톤에는 사우스 파크 도로라 불리는 실제 거리가 있다.[39] 이것은 콜로라도주에 있는 실제 사우스 파크의 이름을 딴 것이다.

### 그 외
- 《레미제라블》(Les Miserables)에서 코제트를 비롯한 여러 카메오 역할을 가져왔다. 카트먼의 죄수 번호는 24601인데, 이것은 장 발장의 것과 같다. 《극장판 사우스 파크》의 두 노래는 뮤지컬의 〈One Day More〉와 〈A Little Fall of Rain〉 노래에서 바탕을 두고 있다. “Helen Keller! The Musical” 에피소드에선, “뮤지컬 극장 전문가”의 이름이 콤 윌킨슨(Colm Wilkinson)처럼 들린다. 윌킨슨은 원래 브로드웨이에서 장 발장을 연기했었다. 카트먼은 이 전문가가 5주 전까지, 덴버 지역 극장에서 《레미제라블》에서 주연을 했었다고 말한다.
- 《죽은 앵무새》 촌극을 패러디한, 몬티 파이슨의 30주년 기념 헌정 촌극이 나왔었다. 이 패러디는 친구 가게에서 벌어진다. 카트먼이 그 가게 안으로 들어오며, 그가 산 친구인 케니가 죽었다고 말한다. 때때로, 테리 길리엄, 밀로의 비너스와 몬티 파이슨의 마지막 부분을 보여주는 허접한 엔딩이 나온다. 몬티 파이슨은 파커와 스톤에게 많은 영향을 주었다. 특히나 테리 길리엄의 만화 영화는 사우스 파크의 종이를 잘라 만든 듯한 모습을 설명해 준다.
- 아랍 항공(Air Arabia)은 사우스 파크의 등장인물과 매우 비슷해 보이는 인물을 광고와 웹페이지에 사용한 적이 있다.[40]
- NASCAR NEXTEL CUP 드라이버인 카일 부시(Kyle Busch)는 등장인물인 카일이 그려진 핏보드(pitboard)를 가지고 있다.
- 5번째 시즌과 9번째~11번째 시즌은 크리스마스 에피소드가 없다.
- 9번째 시즌 이후부터는 제작된 순서로 방송되었다. 파커와 스톤이 방영되기 일주일 전에 에피소드를 하나씩 만들 것이므로 앞으로의 에피소드들도 제작된 순서로 방송될 것이다.
- 워너 브라더스는 처음 두 시즌을 DVD로 배급했다. 여기에는 “A Fireside Chat with Matt and Trey”와 “Makin' Bacon with Macon”와 같은 다양한 도입부를 포함한다. 세 번째 시즌부터는 파라마운트사가 배급했는데, 도입부나 촌극을 더 이상 포함하지 않았다. 그러나 스톤과 파커의 "Commentary-Minis"는 세 번째 시즌부터 추가 되었다. 나중에 새로 찍어낸 첫 번째와 두 번째 시즌은 파라마운트 로고가 있으며, 더 이상 원본은 찾기 힘들어졌다.
- 중동에서는 이슬람 풍자 등을 이유로 사우스 파크의 방영이 금지되어 있는데, 2000년부터 2002년까지 쿠웨이트에서 블록 13을 방영했다. 블록 13은 사우스 파크에 비해 풍자 요소가 거의 없다.

## 컴퓨터와 비디오 게임
- 사우스 파크 : 닌텐도 64, 플레이스테이션과 IBM PC 호환기종용
- South Park: Chef's Luv Shack : 닌텐도 64, 플레이스테이션, 드림캐스트와 IBM PC 호환기종용
- 사우스 파크 랠리(South Park Rally) : 닌텐도 64, 플레이스테이션, 드림캐스트와 IBM PC 호환기종용
- Save Kenny : 휴대전화용
- 사우스 파크: 진리의 막대 : 엑스박스 360, 플레이스테이션과 마이크로소프트 윈도우용
- 사우스 파크: 프랙처드 벗 홀 : 엑스박스 원, 플레이스테이션, 닌텐도 스위치와 마이크로소프트 윈도우용
- 사우스 파크: 폰 디스트로이어 : 휴대전화용

## 같이 보기
- 《극장판 사우스 파크》(South Park: Bigger, Longer & Uncut)
- 사우스 파크의 방영 목록
- 코미디 센트럴
- 콜로라도주